# Lyes Houri
Lyes Hafid Houri (Lomme, 19 gennaio 1996) è un calciatore francese, centrocampista dell'U Craiova.

## Carriera

### Club
Cresciuto nel settore giovanile del Valenciennes, ha esordito in prima squadra il 1º agosto 2014 disputando l'incontro di Ligue 2 perso 0-2 contro il Gazélec Ajaccio.
Nel febbraio 2015 viene acquistato dal Bastia, firmando un contratto valido per tre anni e mezzo. A causa del suo scarso impiego, nel febbraio 2016 è stato ceduto in prestito al Belfort, in terza divisione. Quindi la stagione successiva è stato nuovamente girato in prestito, questa volta al Roda JC in Eredivisie.

### Nazionale
Nato in Francia da madre algerina e padre marocchino, Houri può essere convocato dalla Francia, Algeria e Marocco. Ha giocato alcune partite con le nazionali giovanili francesi Under-16, Under-17 e Under-19.

## Statistiche

### Presenze e reti nei club
Statistiche aggiornate al 31 agosto 2021.
| Stagione                 | Squadra                  | Campionato               | Campionato | Campionato | Coppe nazionali | Coppe nazionali | Coppe nazionali | Coppe continentali | Coppe continentali | Coppe continentali | Altre coppe | Altre coppe | Altre coppe | Totale | Totale |
| Stagione                 | Squadra                  | Comp                     | Pres       | Reti       | Comp            | Pres            | Reti            | Comp               | Pres               | Reti               | Comp        | Pres        | Reti        | Pres   | Reti   |
| ------------------------ | ------------------------ | ------------------------ | ---------- | ---------- | --------------- | --------------- | --------------- | ------------------ | ------------------ | ------------------ | ----------- | ----------- | ----------- | ------ | ------ |
| feb.-mag. 2013           | Valenciennes 2           | CFA                      | 12         | 1          |                 | -               | -               |                    | -                  | -                  |             | -           | -           | 12     | 1      |
| 2013-2014                | Valenciennes 2           | CFA2                     | 15         | 2          |                 | -               | -               |                    | -                  | -                  |             | -           | -           | 15     | 2      |
| 2014-feb. 2015           | Valenciennes 2           | CFA2                     | 4          | 3          |                 | -               | -               |                    | -                  | -                  |             | -           | -           | 4      | 3      |
| Totale Valenciennes 2    | Totale Valenciennes 2    | Totale Valenciennes 2    | 31         | 6          |                 | -               | -               |                    | -                  | -                  |             | -           | -           | 31     | 6      |
| 2013-2014                | Valenciennes             | L1                       | 0          | 0          |                 | -               | -               |                    | -                  | -                  |             | -           | -           | 0      | 0      |
| 2014-feb. 2015           | Valenciennes             | L2                       | 12         | 0          | CdL             | 1               | 0               |                    | -                  | -                  |             | -           | -           | 13     | 0      |
| Totale Valenciennes      | Totale Valenciennes      | Totale Valenciennes      | 12         | 0          |                 | 1               | 0               |                    | -                  | -                  |             | -           | -           | 13     | 0      |
| feb.-mag. 2015           | Bastia 2                 | CFA2                     | 8          | 1          |                 | -               | -               |                    | -                  | -                  |             | -           | -           | 8      | 1      |
| 2015-gen. 2016           | Bastia 2                 | CFA2                     | 4          | 0          |                 | -               | -               |                    | -                  | -                  |             | -           | -           | 4      | 0      |
| Totale Bastia 2          | Totale Bastia 2          | Totale Bastia 2          | 12         | 1          |                 | -               | -               |                    | -                  | -                  |             | -           | -           | 12     | 1      |
| feb.-mag. 2015           | Bastia                   | L1                       | 1          | 0          |                 | -               | -               |                    | -                  | -                  |             | -           | -           | 1      | 0      |
| 2015-gen. 2016           | Bastia                   | L1                       | 1          | 0          |                 | -               | -               |                    | -                  | -                  |             | -           | -           | 1      | 0      |
| Totale Bastia            | Totale Bastia            | Totale Bastia            | 2          | 0          |                 | -               | -               |                    | -                  | -                  |             | -           | -           | 2      | 0      |
| gen.-feb. 2016           | Belfort                  | N                        | 14         | 3          |                 | -               | -               |                    | -                  | -                  |             | -           | -           | 14     | 3      |
| 2016-gen. 2017           | Bastia 2                 | CFA2                     | 8          | 3          |                 | -               | -               |                    | -                  | -                  |             | -           | -           | 8      | 3      |
| 2016-gen. 2017           | Bastia                   | L1                       | 0          | 0          |                 | -               | -               |                    | -                  | -                  |             | -           | -           | 0      | 0      |
| gen.-mag. 2017           | Roda JC                  | ED                       | 0          | 0          |                 | -               | -               |                    | -                  | -                  |             | -           | -           | 0      | 0      |
| 2017-2018                | Lens 2                   | N2                       | 21         | 3          |                 | -               | -               |                    | -                  | -                  |             | -           | -           | 21     | 3      |
| 2018-2019                | Viitorul Costanza        | L1                       | 25         | 3          | CR              | 5               | 1               | UEL                | 4                  | 0                  |             | -           | -           | 34     | 4      |
| 2019-gen. 2020           | Viitorul Costanza        | L1                       | 21         | 1          |                 | -               | -               | UEL                | 2                  | 0                  | SR          | 1           | 0           | 24     | 1      |
| Totale Viitorul Costanza | Totale Viitorul Costanza | Totale Viitorul Costanza | 46         | 4          |                 | 5               | 1               |                    | 6                  | 0                  |             | 1           | 0           | 58     | 5      |
| gen.-giu. 2020           | Fehérvár                 | NB1                      | 17         | 1          | CU              | 6               | 1               |                    | -                  | -                  |             | -           | -           | 23     | 2      |
| 2020-2021                | Fehérvár                 | NB1                      | 32         | 4          | CU              | 3               | 0               | UEL                | 4                  | 0                  |             | -           | -           | 39     | 4      |
| lug.-ago. 2021           | Fehérvár                 | NB1                      | 0          | 0          |                 | -               | -               | UECL               | 2                  | 0                  |             | -           | -           | 2      | 0      |
| Totale MOL Fehérvár      | Totale MOL Fehérvár      | Totale MOL Fehérvár      | 49         | 5          |                 | 9               | 1               |                    | 6                  | 0                  |             | -           | -           | 64     | 6      |
| ago. 2021-2022           | U Craiova                | L1                       | 0          | 0          |                 | -               | -               |                    | -                  | -                  |             | -           | -           | 0      | 0      |
| Totale carriera          | Totale carriera          | Totale carriera          | 195        | 25         |                 | 15              | 2               |                    | 12                 | 0                  |             | 1           | 0           | 223    | 27     |

## Palmarès

### Club

#### Competizioni nazionali
- Coppa di Romania: 1

Viitorul Costanza: 2018-2019
- Supercoppa di Romania: 1

Viitorul Costanza: 2019